# Terry Caffery
Terry Michael Caffery (Toronto, Ontario, 1949. április 1. – 2022. augusztus 3.) válogatott kanadai jégkorongozó.

## Életpályája
Komolyabb junior karrierjét az Ontario Hockey Association-os Toronto Marlborosban kezdte 1965–1966-ban. Ebben a csapatban 1968-ig játszott. 1967-ben a csapattal megnyerte a Memorial-kupát. Közben az 1966-os NHL-amatőr drafton a Chicago Blackhawks kiválasztotta az első kör harmadik helyén. 1968–1969 között még az OHA Sr-ben játszott az Ottawa Nationalsban öt mérkőzést és ebben a szezonban részt vett az 1969-es jégkorong-világbajnokságon, valamint a kanadai válogatottal járta a világot. A következő idényben bemutatkozott az National Hockey League-ben a Chicago Blackhawksban hat mérkőzésen, de a szezon nagy részét a Central Hockey League-es Dallas Black Hawksban töltötte. 1970–1971 között már a Minnesota North Starsban játszott nyolc mérkőzést, majd újra lekerült a Dallas Black Hawkshoz. 1971–1972 között az American Hockey League-es Cleveland Baronsba került, ahol 68 mérkőzésen 88 pontot szerzett. Ennek ellenére soha többet nem kapott meghívót az NHL-be. A következő idényben a World Hockey Association-ös New England Whalersben játszott, ahol 74 mérkőzésen kereken 100 pontot szerzett. 1973–1974 között nem tudott játszani egy súlyos térdsérülés miatt. Amikor 1974–1975 között visszatért a New England Whalersbe, már nem volt a régi. 1975–1976 között még két mérkőzésen jégre lépett a New England Whalers színeiben, majd a Calgary Cowboysba igazolt és a szezon végén visszavonult.

## Díjai
- J. Ross Robertson-kupa: 1967
- Memorial-kupa: 1967
- OHA-Jr. Második All-Star Csapat: 1968
- Dudley "Red" Garrett-emlékdíj: 1972
- Lou Kaplan-trófea: 1973
- Avco World Trophy: 1973